# Tostedter Graben (Oste)
Der Tostedter Graben ist ein 3,1 km langer Bach in den Gemeinden Tostedt und Wistedt im Landkreis Harburg in Niedersachsen, der von rechts und Nordosten in die Oste mündet.

## Verlauf
Der Tostedter Graben beginnt als Oberflächenwasser sammelnder Wiesengraben im Westen von Tostedt, unterquert die Eisenbahnlinie Zeven-Tostedt, fließt durch das Waldgebiet Düvelshöpen und fließt im südlichen Weichbild von Wistedt durch Wiesen in westlicher Richtung, bevor er von rechts und Nordosten in die Oste mündet.

## Zustand
Der Tostedter Graben ist im gesamten Verlauf kritisch belastet (Güteklasse II-III).